# Lispinodes pallidus
Lispinodes pallidus är en skalbaggsart som beskrevs av Sharp 1908. Lispinodes pallidus ingår i släktet Lispinodes och familjen kortvingar. Inga underarter finns listade i Catalogue of Life.